# Giải Oscar cho nữ diễn viên chính xuất sắc nhất
Giải Oscar cho nữ diễn viên chính xuất sắc nhất (tiếng Anh: Academy Award for Best Actress) là một hạng mục trong hệ thống Giải Oscar được Viện Hàn lâm Khoa học và Nghệ thuật Điện ảnh (Hoa Kỳ) trao tặng hàng năm cho diễn viên nữ có vai diễn chính xuất sắc nhất trong năm đó của ngành công nghiệp điện ảnh.
Cho đến trước lễ trao Giải Oscar lần thứ 19 (1936), chỉ có một hạng mục diễn xuất duy nhất cho nữ diễn viên, hạng mục Oscar cho diễn xuất của diễn viên nữ (Academy Award of Merit for Performance by an Actress). Từ lễ trao giải lần thứ 49 trở đi người ta mới tách riêng hạng mục này cho các vai nữ chính và vai nữ phụ. Tính cho đến năm 2010, đã có tổng cộng 69 nữ diễn viên khác nhau từng nhận được giải thưởng vinh dự này, người đầu tiên là Janet Gaynor với diễn xuất trong các phim Seventh Heaven, Street Angel và Sunrise. Nữ diễn viên gần đây nhất đoạt giải là Mikey Madison trong Anora.

## Các kỷ lục
Katharine Hepburn cho đến nay vẫn là nữ diễn viên giữ kỷ lục về số lần chiến thắng tại hạng mục Nữ diễn viên chính với 4 tượng vàng Oscar. Nữ diễn viên Frances McDormand đã mang về 3 giải vào các năm 1996, 2017 và 2021. Có 11 nữ diễn viên khác đã từng chiến thắng hai lần, đó là Luise Rainer, Bette Davis, Olivia de Havilland, Vivien Leigh, Ingrid Bergman, Elizabeth Taylor, Glenda Jackson, Jane Fonda, Sally Field, Jodie Foster, Hilary Swank, Meryl Streep. Chỉ có hai người từng được trao giải này trong hai năm liên tiếp, đó là Luise Rainer (1936 và 1937) và Katharine Hepburn (1967 và 1968).
Meryl Streep là người giữ kỷ lục về số lần đề cử giải Oscar nữ diễn viên chính xuất sắc nhất với 13 đề cử. Ngoài ra bà còn có 3 đề cử khác ở hạng mục Vai nữ phụ, tổng cộng bà có 16 đề cử ở các hạng mục diễn xuất, kỷ lục của giải Oscar tính chung cho cả nam và nữ diễn viên.
Năm 1968, giải Oscar nữ diễn viên chính được trao lần duy nhất cho cùng lúc hai người, đó là Katharine Hepburn và Barbra Streisand khi họ nhận được số phiếu bầu đúng bằng nhau.
Đã từng có 2 lần các cặp chị em ruột cùng tham gia tranh giải Oscar vai nữ chính trong một năm, đó là cặp chị em Olivia de Havilland - Joan Fontaine (năm 1941) và cặp Lynn Redgrave - Vanessa Redgrave (năm 1966).
Helen Hayes, Ingrid Bergman, Maggie Smith, Meryl Streep, Jessica Lange và Cate Blanchett là những nữ diễn viên từng chiến thắng ở cả hai hạng mục diễn xuất dành cho nữ, đó là giải Oscar vai nữ chính và giải Oscar vai nữ phụ.
Halle Berry là nữ diễn viên da màu đầu tiên và duy nhất đến nay thắng giải nữ chính xuất sắc nhất.

## Danh sách cụ thể
| ‡ | Chỉ người thắng cử |

### Thập niên 1920/30

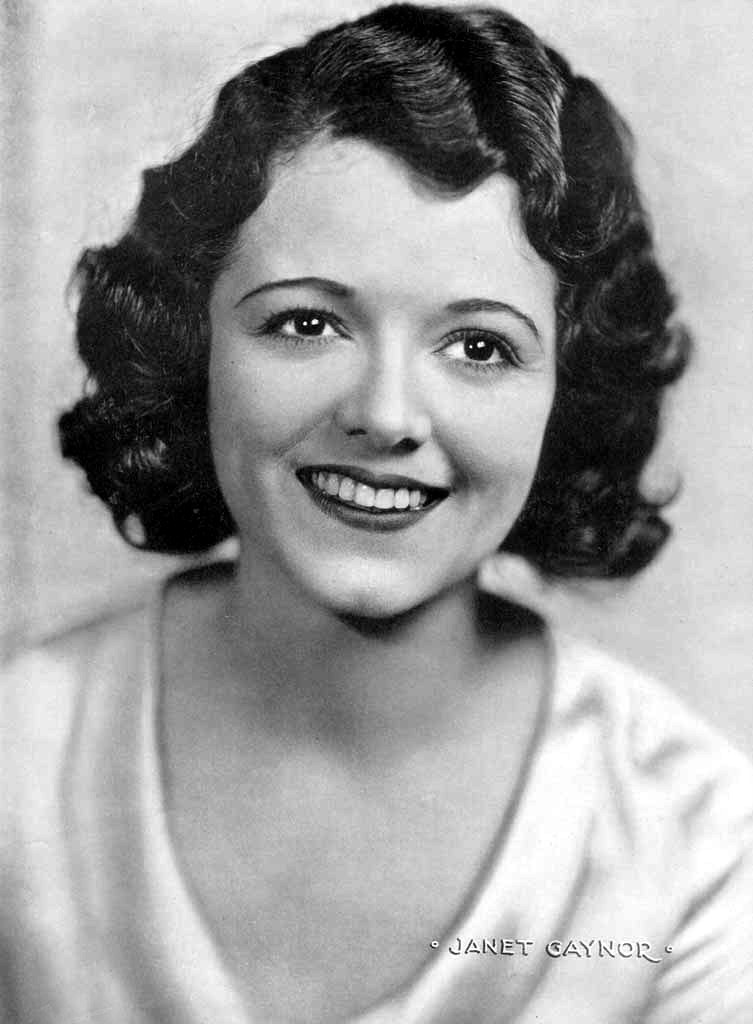
Janet Gaynor là người chiến thắng đầu tiên ở hạng mục này nhờ diễn xuất của cô trong những phim 7th Heaven (1927), Sunrise: A Song of Two Humans (1927) và Street Angel (1928).

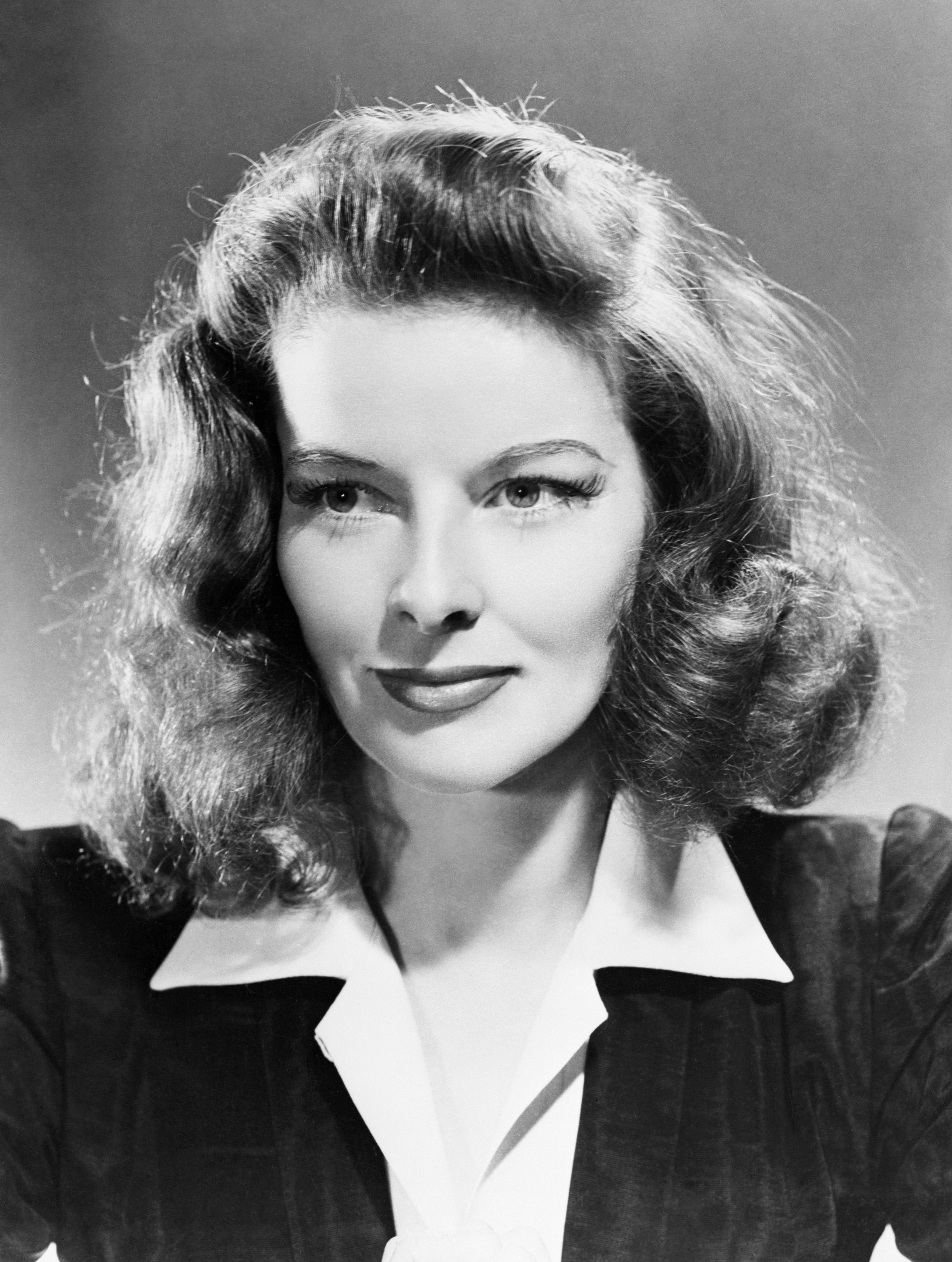
Katharine Hepburn giành nhiều chiến thắng nhất ở hạng mục này cho những vai diễn của cô trong Morning Glory (1933), Guess Who's Coming to Dinner (1967), The Lion in Winter (1968) và On Golden Pond (1981).

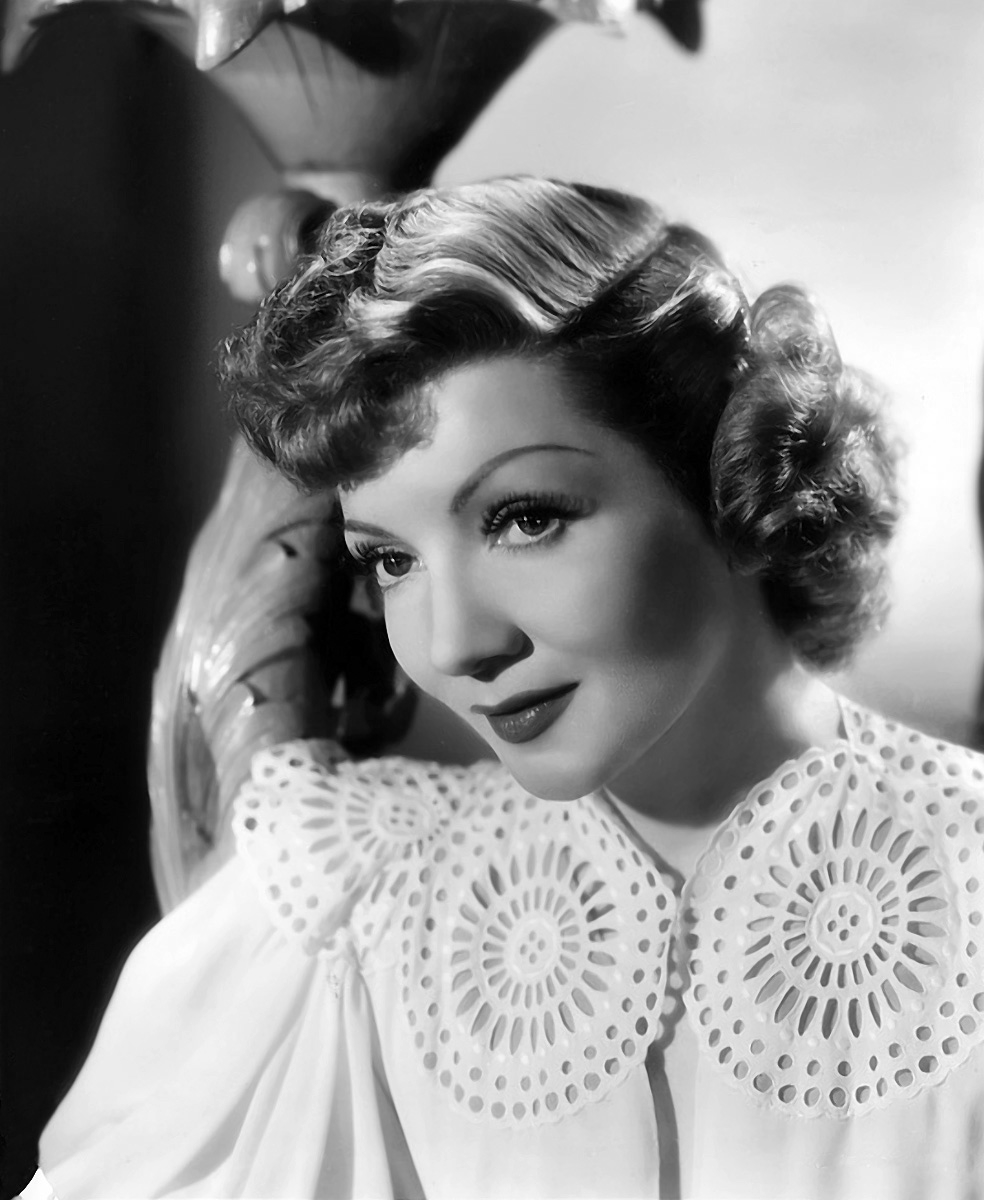
Claudette Colbert trở thành nữ diễn viên gốc Âu (Pháp) đầu tiên thắng cử nhờ vai diễn của cô trong It Happened One Night (1934)

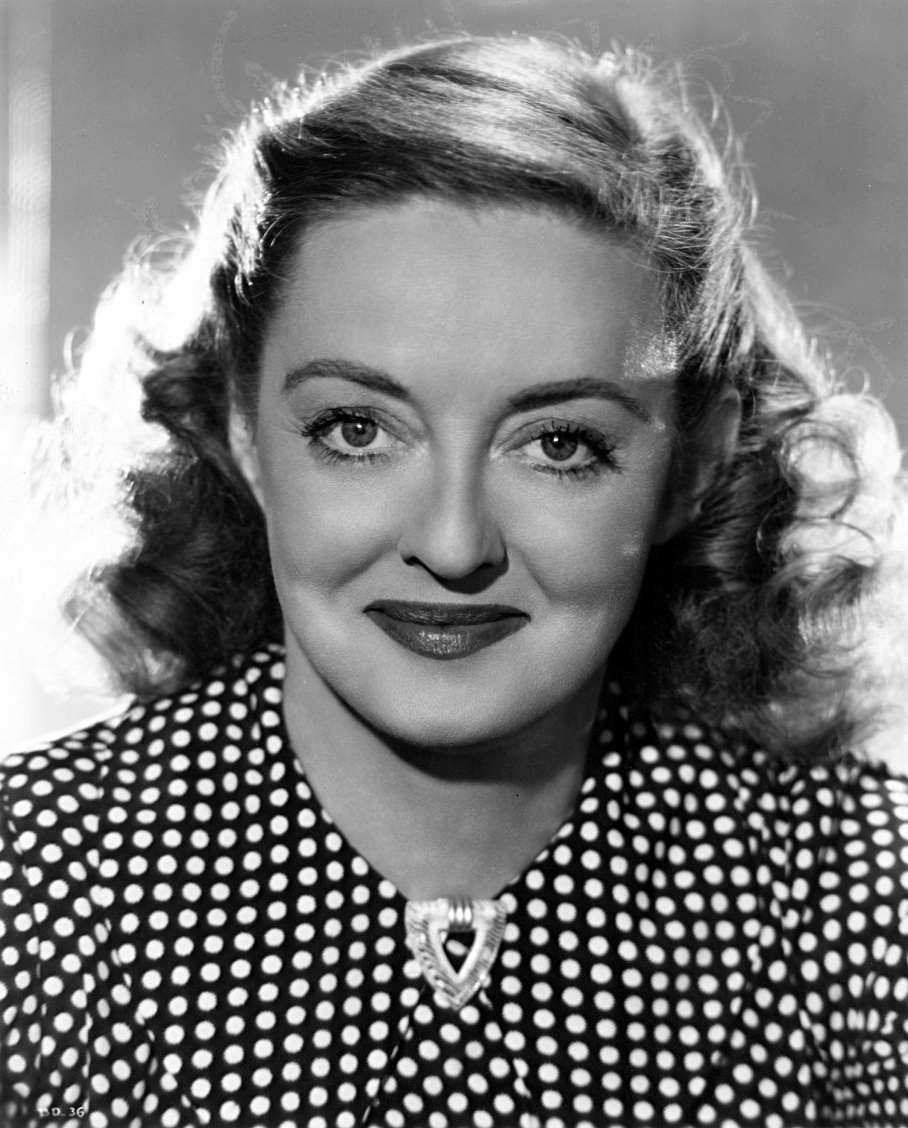
Bette Davis đoạt hai giải cho các vai diễn trong Dangerous (1935) và Jezebel (1938).

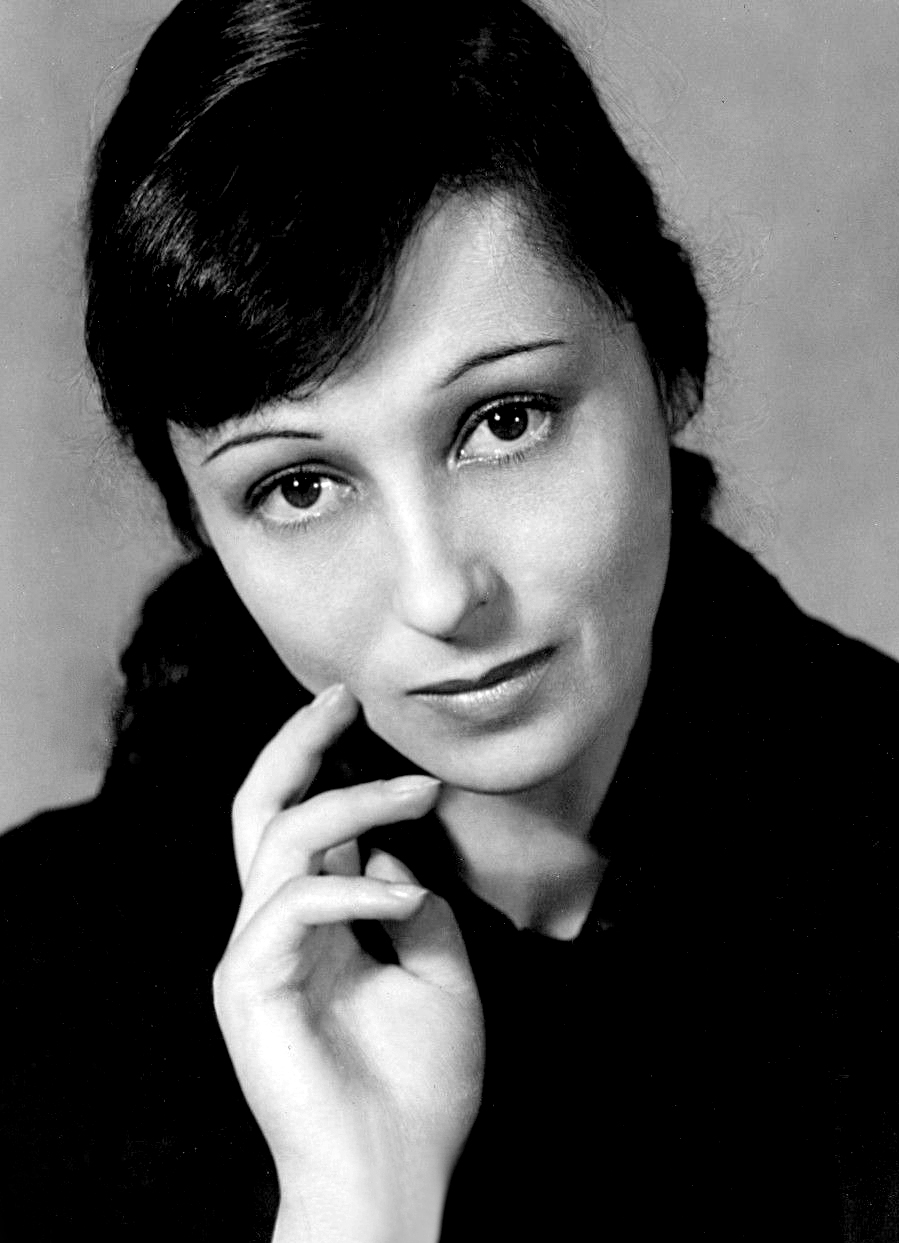
Luise Rainer trở thành người đầu tiên giành chiến thắng hai tượng vàng liên tiếp nhờ đóng trong The Great Ziegfeld (1936) và The Good Earth (1937). Cô lần lượt đoạt giải ở tuổi 27 và 28, qua đó trở thành người có hai lần thắng cử trẻ nhất.

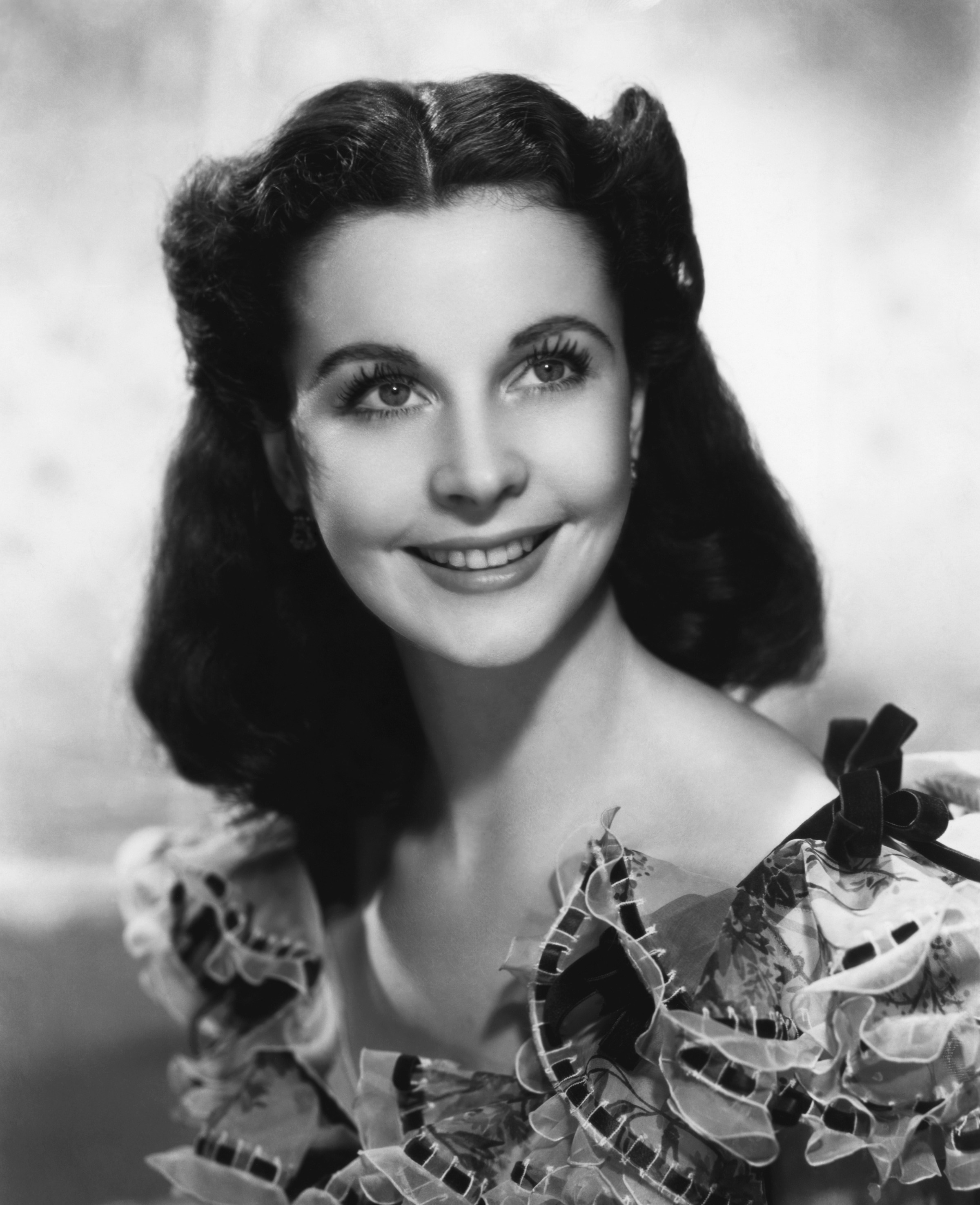
Vivien Leigh có hai lần giành chiến thắng nhờ vai Scarlett O'Hara trong Cuốn theo chiều gió (1939) và Blanche DuBois trong A Streetcar Named Desire (1951).

| Năm         | Diễn viên                        | Vai diễn                                | Phim                                                  | Chú thích |
| ----------- | -------------------------------- | --------------------------------------- | ----------------------------------------------------- | --------- |
| 1927/28 (1) | Janet Gaynor ‡                   | Diane Angela Người vợ                   | 7th Heaven Street Angel Sunrise: A Song of Two Humans | [ 1 ]     |
| 1927/28 (1) | Louise Dresser                   | Mrs. Pleznik                            | A Ship Comes In                                       | [ 1 ]     |
| 1927/28 (1) | Gloria Swanson                   | Sadie Thompson                          | Sadie Thompson                                        | [ 1 ]     |
| 1928/29 (2) | Mary Pickford ‡                  | Norma Besant                            | Coquette                                              | [ 2 ]     |
| 1928/29 (2) | Ruth Chatterton                  | Jacqueline Floriot                      | Madame X                                              | [ 2 ]     |
| 1928/29 (2) | Betty Compson                    | Carrie                                  | The Barker                                            | [ 2 ]     |
| 1928/29 (2) | Jeanne Eagels                    | Leslie Crosbie                          | The Letter                                            | [ 2 ]     |
| 1928/29 (2) | Corinne Griffith                 | Emma Hamilton                           | The Divine Lady                                       | [ 2 ]     |
| 1928/29 (2) | Bessie Love                      | Hank Mahoney                            | The Broadway Melody                                   | [ 2 ]     |
| 1929/30 (3) | Norma Shearer ‡[A]               | Jerry Bernard Martin                    | The Divorcee                                          | [ 3 ]     |
| 1929/30 (3) | Nancy Carroll                    | Hallie Hobart                           | The Devil's Holiday                                   | [ 3 ]     |
| 1929/30 (3) | Ruth Chatterton                  | Sarah Storm                             | Sarah and Son                                         | [ 3 ]     |
| 1929/30 (3) | Greta Garbo[A]                   | Anna Christie Madame Rita Cavallini     | Anna Christie Romance                                 | [ 3 ]     |
| 1929/30 (3) | Norma Shearer                    | Lucia Marlett                           | Their Own Desire                                      | [ 3 ]     |
| 1929/30 (3) | Gloria Swanson                   | Marion Donnell                          | The Trespasser                                        | [ 3 ]     |
| 1930/31 (4) | Marie Dressler ‡                 | Min Divot                               | Min and Bill                                          | [ 4 ]     |
| 1930/31 (4) | Marlene Dietrich                 | Mademoiselle Amy Jolly                  | Morocco                                               | [ 4 ]     |
| 1930/31 (4) | Irene Dunne                      | Sabra Cravat                            | Cimarron                                              | [ 4 ]     |
| 1930/31 (4) | Ann Harding                      | Linda Seton                             | Holiday                                               | [ 4 ]     |
| 1930/31 (4) | Norma Shearer                    | Jan Ashe                                | A Free Soul                                           | [ 4 ]     |
| 1931/32 (5) | Helen Hayes ‡                    | Madelon Claudet                         | The Sin of Madelon Claudet                            | [ 5 ]     |
| 1931/32 (5) | Marie Dressler                   | Emma Thatcher Smith                     | Emma                                                  | [ 5 ]     |
| 1931/32 (5) | Lynn Fontanne                    | The Actress                             | The Guardsman                                         | [ 5 ]     |
| 1932/33 (6) | Katharine Hepburn ‡              | Eva Lovelace                            | Morning Glory                                         | [ 6 ]     |
| 1932/33 (6) | May Robson                       | Apple Annie                             | Lady for a Day                                        | [ 6 ]     |
| 1932/33 (6) | Diana Wynyard                    | Jane Marryot                            | Cavalcade                                             | [ 6 ]     |
| 1934 (7)    | Claudette Colbert ‡              | Ellie Andrews                           | It Happened One Night                                 | [ 7 ]     |
| 1934 (7)    | Grace Moore                      | Mary Barrett                            | One Night of Love                                     | [ 7 ]     |
| 1934 (7)    | Norma Shearer                    | Elizabeth Barrett                       | The Barretts of Wimpole Street                        | [ 7 ]     |
| 1934 (7)    | Bette Davis (ứng cử bổ sung) [B] | Mildred Rogers                          | Of Human Bondage                                      | [ 7 ]     |
| 1935 (8)    | Bette Davis ‡                    | Joyce Heath                             | Dangerous                                             | [ 8 ]     |
| 1935 (8)    | Elisabeth Bergner                | Gemma Jones                             | Escape Me Never                                       | [ 8 ]     |
| 1935 (8)    | Claudette Colbert                | Jane Everest                            | Private Worlds                                        | [ 8 ]     |
| 1935 (8)    | Katharine Hepburn                | Alice Adams                             | Alice Adams                                           | [ 8 ]     |
| 1935 (8)    | Miriam Hopkins                   | Becky Sharp                             | Becky Sharp                                           | [ 8 ]     |
| 1935 (8)    | Merle Oberon                     | Kitty Vane                              | The Dark Angel                                        | [ 8 ]     |
| 1936 (9)    | Luise Rainer ‡                   | Anna Held                               | The Great Ziegfeld                                    | [ 9 ]     |
| 1936 (9)    | Irene Dunne                      | Theodora Lynn                           | Theodora Goes Wild                                    | [ 9 ]     |
| 1936 (9)    | Gladys George                    | Carrie Snyder                           | Valiant Is the Word for Carrie                        | [ 9 ]     |
| 1936 (9)    | Carole Lombard                   | Irene Bullock                           | My Man Godfrey                                        | [ 9 ]     |
| 1936 (9)    | Norma Shearer                    | Juliet Capulet                          | Romeo and Juliet                                      | [ 9 ]     |
| 1937 (10)   | Luise Rainer ‡                   | O-Lan                                   | The Good Earth                                        | [ 10 ]    |
| 1937 (10)   | Irene Dunne                      | Lucy Warriner                           | The Awful Truth                                       | [ 10 ]    |
| 1937 (10)   | Greta Garbo                      | Marguerite Gautier                      | Camille                                               | [ 10 ]    |
| 1937 (10)   | Janet Gaynor                     | Esther Victoria Blodgett / Vicki Lester | A Star Is Born                                        | [ 10 ]    |
| 1937 (10)   | Barbara Stanwyck                 | Stella Martin Dallas                    | Stella Dallas                                         | [ 10 ]    |
| 1938 (11)   | Bette Davis ‡                    | Julie Marsden                           | Jezebel                                               | [ 11 ]    |
| 1938 (11)   | Fay Bainter                      | Hannah Parmalee                         | White Banners                                         | [ 11 ]    |
| 1938 (11)   | Wendy Hiller                     | Eliza Doolittle                         | Pygmalion                                             | [ 11 ]    |
| 1938 (11)   | Norma Shearer                    | Maria Antonia của Áo                    | Marie Antoinette                                      | [ 11 ]    |
| 1938 (11)   | Margaret Sullavan                | Patricia "Pat" Hollmann                 | Three Comrades                                        | [ 11 ]    |
| 1939 (12)   | Vivien Leigh ‡                   | Scarlett O'Hara                         | Cuốn theo chiều gió                                   | [ 12 ]    |
| 1939 (12)   | Bette Davis                      | Judith Traherne                         | Dark Victory                                          | [ 12 ]    |
| 1939 (12)   | Irene Dunne                      | Terry McKay                             | Love Affair                                           | [ 12 ]    |
| 1939 (12)   | Greta Garbo                      | Nina Yakushova "Ninotchka" Ivanoff      | Ninotchka                                             | [ 12 ]    |
| 1939 (12)   | Greer Garson                     | Katherine Bridges                       | Goodbye, Mr. Chips                                    | [ 12 ]    |

### Thập niên 1940
| Năm  | Diễn viên giành giải (Vai diễn)                                    | Đề cử khác (Phim tham gia) |
| ---- | ------------------------------------------------------------------ | --- |
| 1940 | Ginger Rogers (Katherine 'Kitty' Foyle trong Kitty Foyle)          | - Bette Davis (The Letter) - Joan Fontaine (Rebecca) - Katharine Hepburn (The Philadelphia Story) - Martha Scott (Our Town)                                               |
| 1941 | Joan Fontaine (Lina McLaidlaw Aysgarth trong Suspicion)            | - Bette Davis (The Little Foxes) - Olivia de Havilland (Hold Back the Dawn) - Greer Garson (Blossoms in the Dust) - Barbara Stanwyck (Ball of Fire)                       |
| 1942 | Greer Garson (Kay Miniver trong Mrs. Miniver)                      | - Bette Davis (Now, Voyager) - Katharine Hepburn (Woman of the Year) - Rosalind Russell (My Sister Eileen) - Teresa Wright (The Pride of the Yankees)                     |
| 1943 | Jennifer Jones (Bernadette Soubirous trong The Song of Bernadette) | - Jean Arthur (The More the Merrier) - Ingrid Bergman (Chuông nguyện hồn ai) (For Whom the Bell Tolls) - Joan Fontaine (The Constant Nymph) - Greer Garson (Madame Curie) |
| 1944 | Ingrid Bergman (Paula Alquist Anton trong Gaslight)                | - Claudette Colbert (Since You Went Away) - Bette Davis (Mr. Skeffington) Greer Garson (Mrs. Parkington) - Barbara Stanwyck (Double Indemnity)                            |
| 1945 | Joan Crawford (Mildred Pierce trong Mildred Pierce)                | - Ingrid Bergman (The Bells of St. Mary's) - Greer Garson (The Valley of Decision) - Jennifer Jones (Love Letters) - Gene Tierney (Leave Her to Heaven)                   |
| 1946 | Olivia de Havilland (Josephine Norris trong To Each His Own)       | - Celia Johnson (Brief Encounter) - Jennifer Jones (Duel in the Sun) - Rosalind Russell (Sister Kenny) - Jane Wyman (The Yearling)                                        |
| 1947 | Loretta Young (Katrin Holstrom trong The Farmer's Daughter)        | - Joan Crawford (Possessed) - Susan Hayward (Smash-Up, the Story of a Woman) - Dorothy McGuire (Gentleman's Agreement) - Rosalind Russell (Mourning Becomes Electra)      |
| 1948 | Jane Wyman (Belinda McDonald trong Johnny Belinda)                 | - Ingrid Bergman (Joan of Arc) - Olivia de Havilland (The Snake Pit) - Irene Dunne (I Remember Mama) - Barbara Stanwyck (Sorry, Wrong Number)                             |
| 1949 | Olivia de Havilland (Catherine Sloper trong The Heiress)           | - Jeanne Crain (Pinky) - Susan Hayward (My Foolish Heart) - Deborah Kerr (Edward, My Son) - Loretta Young (Come to the Stable)                                            |

### Thập niên 1950
| Năm  | Diễn viên giành giải (Vai diễn)                                                             | Đề cử khác (Phim tham gia) |
| ---- | ------------------------------------------------------------------------------------------- | --- |
| 1950 | Judy Holliday (Emma 'Billie' Dawn trong Born Yesterday)                                     | - Anne Baxter (All About Eve) - Bette Davis (All About Eve) - Eleanor Parker (Caged) - Gloria Swanson (Sunset Boulevard)                                      |
| 1951 | Vivien Leigh (Blanche DuBois trong Chuyến tàu mang tên Dục vọng) (A Streetcar Named Desire) | - Katharine Hepburn (The African Queen) - Eleanor Parker (Detective Story - Shelley Winters (A Place in the Sun) - Jane Wyman (The Blue Veil)                 |
| 1952 | Shirley Booth (Lola Delaney trong Come Back, Little Sheba)                                  | - Joan Crawford (Sudden Fear) - Bette Davis (The Star) - Julie Harris (The Member of the Wedding) - Susan Hayward (With a Song in My Heart)                   |
| 1953 | Audrey Hepburn (Công chúa Ann trong Roman Holiday)                                          | - Leslie Caron (Lili) - Ava Gardner (Mogambo) - Deborah Kerr (From Here to Eternity) - Maggie McNamara (The Moon Is Blue)                                     |
| 1954 | Grace Kelly (Georgie Elgin trong The Country Girl)                                          | - Dorothy Dandridge (Carmen Jones) - Audrey Hepburn (Sabrina) - Judy Garland (A Star Is Born) - Jane Wyman (Magnificent Obsession)                            |
| 1955 | Anna Magnani (Serafina Delle Rose trong The Rose Tattoo)                                    | - Susan Hayward (I'll Cry Tomorrow) - Katharine Hepburn (Summertime) - Jennifer Jones (Love Is a Many-Splendored Thing) - Eleanor Parker (Interrupted Melody) |
| 1956 | Ingrid Bergman (Anna Koreff trong Anastasia)                                                | - Carroll Baker (Baby Doll) - Katharine Hepburn (The Rainmaker) - Nancy Kelly (The Bad Seed) - Deborah Kerr (The King and I)                                  |
| 1957 | Joanne Woodward (Eve White/Eve Black/Jane trong The Three Faces of Eve)                     | - Deborah Kerr (Heaven Knows, Mr. Allison) - Anna Magnani (Wild Is the Wind) - Elizabeth Taylor (Raintree County) - Lana Turner (Peyton Place)                |
| 1958 | Susan Hayward (Barbara Graham trong I Want to Live!)                                        | - Deborah Kerr (Separate Tables) - Shirley MacLaine (Some Came Running) - Rosalind Russell (Auntie Mame) - Elizabeth Taylor (Cat on a Hot Tin Roof)           |
| 1959 | Simone Signoret (Alice Aisgill trong Room at the Top)                                       | - Doris Day (Pillow Talk) - Audrey Hepburn (The Nun's Story) - Katharine Hepburn (Suddenly, Last Summer) - Elizabeth Taylor (Suddenly, Last Summer)           |

### Thập niên 1960
| Năm  | Diễn viên giành giải (Vai diễn)                                                                                      | Đề cử khác (Phim tham gia) |
| ---- | --- | --- |
| 1960 | Elizabeth Taylor (Gloria Wandrous trong BUtterfield 8)                                                               | - Greer Garson (Sunrise at Campobello) - Deborah Kerr (The Sundowners) - Shirley MacLaine (The Apartment) - Melina Mercouri (Never on Sunday)                                     |
| 1961 | Sophia Loren (Cesira trong Two Women)                                                                                | - Audrey Hepburn (Breakfast at Tiffany's) - Piper Laurie (The Hustler) - Geraldine Page (Summer and Smoke) - Natalie Wood (Splendor in the Grass)                                 |
| 1962 | Anne Bancroft (Annie Sullivan trong The Miracle Worker)                                                              | - Bette Davis (What Ever Happened to Baby Jane?) - Katharine Hepburn (Long Day's Journey Into Night) - Geraldine Page (Sweet Bird of Youth) - Lee Remick (Days of Wine and Roses) |
| 1963 | Patricia Neal (Alma Brown trong Hud)                                                                                 | - Leslie Caron (The L-Shaped Room) - Shirley MacLaine (Irma la Douce) - Rachel Roberts (This Sporting Life) - Natalie Wood (Love with the Proper Stranger)                        |
| 1964 | Julie Andrews (Mary Poppins trong Mary Poppins)                                                                      | - Anne Bancroft (The Pumpkin Eater) - Sophia Loren (Marriage Italian Style) - Debbie Reynolds (The Unsinkable Molly Brown) - Kim Stanley (Seance on a Wet Afternoon)              |
| 1965 | Julie Christie (Diana Scott trong Darling)                                                                           | - Julie Andrews (The Sound of Music) - Samantha Eggar (The Collector) - Elizabeth Hartman (A Patch of Blue) - Simone Signoret (Ship of Fools)                                     |
| 1966 | Elizabeth Taylor (Martha trong Who's Afraid of Virginia Woolf?)                                                      | - Anouk Aimée (A Man and a Woman) - Ida Kaminska (The Shop on Main Street) - Lynn Redgrave (Georgy Girl) - Vanessa Redgrave (Morgan!)                                             |
| 1967 | Katharine Hepburn (Christina Drayton trong Guess Who's Coming to Dinner)                                             | - Anne Bancroft (The Graduate) - Faye Dunaway (Bonnie and Clyde) - Edith Evans (The Whisperers) - Audrey Hepburn (Wait Until Dark)                                                |
| 1968 | Katharine Hepburn (Eleanor of Aquitaine trong The Lion in Winter) và Barbra Streisand (Fanny Brice trong Funny Girl) | - Patricia Neal (The Subject Was Roses) - Vanessa Redgrave (Isadora) - Joanne Woodward (Rachel, Rachel)                                                                           |
| 1969 | Maggie Smith (Jean Brodie trong The Prime of Miss Jean Brodie)                                                       | - Geneviève Bujold (Anne of the Thousand Days) - Jane Fonda (They Shoot Horses, Don't They?) - Liza Minnelli (The Sterile Cuckoo) - Jean Simmons (The Happy Ending)               |

### Thập niên 1970
| Năm  | Diễn viên giành giải (Vai diễn)                                      | Đề cử khác (Phim tham gia) |
| ---- | -------------------------------------------------------------------- | --- |
| 1970 | Glenda Jackson (Gudrun Brangwen trong Women in Love)                 | - Jane Alexander (The Great White Hope) - Sarah Miles (Ryan's Daughter) - Carrie Snodgress (Diary of a Mad Housewife) - Ali MacGraw (Love Story)                  |
| 1971 | Jane Fonda (Bree Daniels trong Klute)                                | - Julie Christie (McCabe & Mrs. Miller) - Glenda Jackson (Sunday Bloody Sunday) - Vanessa Redgrave (Mary, Queen of Scots) - Janet Suzman (Nicholas and Alexandra) |
| 1972 | Liza Minnelli (Sally Bowles trong Cabaret)                           | - Diana Ross (Lady Sings the Blues) - Maggie Smith (Travels with My Aunt) - Cicely Tyson (Sounder) - Liv Ullmann (The Emigrants)                                  |
| 1973 | Glenda Jackson (Vicki Allessio trong A Touch of Class)               | - Ellen Burstyn (The Exorcist) - Marsha Mason (Cinderella Liberty) - Barbra Streisand (The Way We Were) - Joanne Woodward (Summer Wishes, Winter Dreams)          |
| 1974 | Ellen Burstyn (Alice Hyatt trong Alice Doesn't Live Here Anymore)    | - Diahann Carroll (Claudine) - Valerie Perrine (Lenny) - Faye Dunaway (Chinatown) - Gena Rowlands (A Woman Under the Influence)                                   |
| 1975 | Louise Fletcher (Y tá Ratched trong One Flew Over the Cuckoo's Nest) | - Ann-Margret (Tommy) - Isabelle Adjani (The Story of Adele H.) - Glenda Jackson (Hedda) - Carol Kane (Hester Street)                                             |
| 1976 | Faye Dunaway (Diana Christiansen trong Network)                      | - Marie-Christine Barrault (Cousin, cousine) - Talia Shire (Rocky) - Sissy Spacek (Carrie) - Liv Ullmann (Face to Face)                                           |
| 1977 | Diane Keaton (Annie Hall trong Annie Hall)                           | - Anne Bancroft (The Turning Point) - Jane Fonda (Julia) - Shirley MacLaine (The Turning Point) - Marsha Mason (The Goodbye Girl)                                 |
| 1978 | Jane Fonda (Sally Hyde trong Coming Home)                            | - Ingrid Bergman (Autumn Sonata) - Ellen Burstyn (Same Time, Next Year) - Jill Clayburgh (An Unmarried Woman) - Geraldine Page (Interiors)                        |
| 1979 | Sally Field (Norma Rae Webster trong Norma Rae)                      | - Jill Clayburgh (Starting Over) - Jane Fonda (The China Syndrome) - Marsha Mason (Chapter Two) - Bette Midler (The Rose)                                         |

### Thập niên 1980
| Năm  | Diễn viên giành giải (Vai diễn)                              | Đề cử khác (Phim tham gia) |
| ---- | ------------------------------------------------------------ | --- |
| 1980 | Sissy Spacek (Loretta Lynn trong Coal Miner's Daughter)      | - Ellen Burstyn (Resurrection) - Goldie Hawn (Private Benjamin) - Mary Tyler Moore (Ordinary People) - Gena Rowlands (Gloria)                       |
| 1981 | Katharine Hepburn (Ethel Thayer trong On Golden Pond)        | - Diane Keaton (Reds) - Marsha Mason (Only When I Laugh) - Susan Sarandon (Atlantic City) - Meryl Streep (The French Lieutenant's Woman)            |
| 1982 | Meryl Streep (Sophie Zawistowska trong Sophie's Choice)      | - Julie Andrews (Victor/Victoria) - Sissy Spacek (Missing) - Jessica Lange (Frances) - Debra Winger (An Officer and a Gentleman)                    |
| 1983 | Shirley MacLaine (Aurora Greenway trong Terms of Endearment) | - Jane Alexander (Testament) - Meryl Streep (Silkwood) - Julie Walters (Educating Rita) - Debra Winger (Terms of Endearment)                        |
| 1984 | Sally Field (Edna Spalding trong Places in the Heart)        | - Judy Davis (A Passage to India) - Jessica Lange (Country) - Vanessa Redgrave (The Bostonians) - Sissy Spacek (The River)                          |
| 1985 | Geraldine Page (Carrie Watts trong The Trip to Bountiful)    | - Anne Bancroft (Agnes of God) - Whoopi Goldberg (The Color Purple) - Jessica Lange (Sweet Dreams) - Meryl Streep (Out of Africa)                   |
| 1986 | Marlee Matlin (Sarah Norman trong Children of a Lesser God)  | - Jane Fonda (The Morning After) - Sissy Spacek (Crimes of the Heart) - Kathleen Turner (Peggy Sue Got Married) - Sigourney Weaver (Aliens)         |
| 1987 | Cher (Loretta Castorini trong Moonstruck)                    | - Glenn Close (Fatal Attraction) - Holly Hunter (Broadcast News) - Sally Kirkland (Anna) - Meryl Streep (Ironwee))                                  |
| 1988 | Jodie Foster (Sarah Tobias trong The Accused)                | - Glenn Close (Dangerous Liaisons) - Melanie Griffith (Working Girl) - Meryl Streep (A Cry in the Dark) - Sigourney Weaver (Gorillas in the Mist)   |
| 1989 | Jessica Tandy (Daisy Werthan trong Driving Miss Daisy)       | - Isabelle Adjani (Camille Claudel) - Pauline Collins (Shirley Valentine) - Jessica Lange (Music Box) - Michelle Pfeiffer (The Fabulous Baker Boys) |

### Thập niên 1990
| Năm  | Đoạt giải                                                  | Đề cử |
| ---- | ---------------------------------------------------------- | --- |
| 1990 | Kathy Bates Misery vai Annie Wilkes                        | - Anjelica Huston - The Grifters - Julia Roberts - Pretty Woman - Meryl Streep - Postcards from the Edge - Joanne Woodward - Mr. and Mrs. Bridge                        |
| 1991 | Jodie Foster The Silence of the Lambs vai Clarice Starling | - Geena Davis - Thelma and Louise - Susan Sarandon - Thelma and Louise - Laura Dern - Rambling Rose - Bette Midler - For the Boys                                       |
| 1992 | Emma Thompson Howards End vai Margaret Wilcox              | - Catherine Deneuve - Indochine - Mary McDonnell - Passion Fish - Michelle Pfeiffer - Love Field - Susan Sarandon - Lorenzo's Oil                                       |
| 1993 | Holly Hunter The Piano vai Ada McGrath                     | - Angela Bassett - What's Love Got to Do with It? - Emma Thompson - The Remains of the Day - Stockard Channing - Six Degrees of Separation - Debra Winger - Shadowlands |
| 1994 | Jessica Lange Blue Sky vai Carly Marshall                  | - Jodie Foster - Nell - Miranda Richardson - Tom & Viv - Winona Ryder - Little Women - Susan Sarandon - The Client                                                      |
| 1995 | Susan Sarandon Dead Man Walking vai Helen Prejean          | - Elisabeth Shue - Leaving Las Vegas - Sharon Stone - Casino - Meryl Streep - The Bridges of Madison County - Emma Thompson - Sense and Sensibility                     |
| 1996 | Frances McDormand Fargo vai Marge Gunderson                | - Brenda Blethyn - Secrets & Lies - Kristin Scott Thomas - The English Patient - Diane Keaton - Marvin's Room - Emily Watson - Breaking the Waves                       |
| 1997 | Helen Hunt As Good as It Gets vai Carol Connelly           | - Helena Bonham Carter - The Wings of the Dove - Julie Christie - Afterglow - Judi Dench - Mrs. Brown - Kate Winslet - Titanic                                          |
| 1998 | Gwyneth Paltrow Shakespeare in Love vai Viola de Lesseps   | - Cate Blanchett - Elizabeth - Fernanda Montenegro - Central do Brasil - Meryl Streep - One True Thing - Emily Watson - Hilary and Jackie                               |
| 1999 | Hilary Swank Boys Don't Cry vai Brandon Teena              | - Annette Bening - American Beauty - Janet McTeer - Tumbleweeds - Julianne Moore - The End of the Affair - Meryl Streep - Music of the Heart                            |

### Thập niên 2000
| Năm  | Đoạt giải                                              | Đề cử |
| ---- | ------------------------------------------------------ | --- |
| 2000 | Julia Roberts Erin Brockovich vai Erin Brokovich       | - Joan Allen - The Contender - Juliette Binoche - Chocolat - Ellen Burstyn - Requiem for a Dream - Laura Linney - You Can Count on Me                                                                           |
| 2001 | Halle Berry Monster's Ball vai Leticia Musgrove        | - Judi Dench - Iris - Nicole Kidman - Moulin Rouge! - Sissy Spacek - In the Bedroom - Renée Zellweger - Bridget Jones's Diary                                                                                   |
| 2002 | Nicole Kidman The Hours vai Virginia Woolf             | - Salma Hayek - Frida - Diane Lane - Unfaithful - Julianne Moore - Far From Heaven - Renée Zellweger- Chicago                                                                                                   |
| 2003 | Charlize Theron Monster vai Aileen Wuornos             | - Keisha Castle-Hughes - Whale Rider - Diane Keaton - Something's Gotta Give - Samantha Morton - In America - Naomi Watts - 21 Grams                                                                            |
| 2004 | Hilary Swank Million Dollar Baby vai Maggie Fitzgerald | - Annette Bening - Being Julia - Catalina Sandino Moreno - Maria Full of Grace - Imelda Staunton - Vera Drake - Kate Winslet - Eternal Sunshine of the Spotless Mind                                            |
| 2005 | Reese Witherspoon Walk the Line vai June Carter Cash   | - Judi Dench - Mrs. Henderson Presents - Felicity Huffman - Transamerica - Charlize Theron - North Country - Keira Knightley - Pride and Prejudice                                                              |
| 2006 | Helen Mirren The Queen vai Nữ hoàng Elizabeth II       | - Penélope Cruz - Volver - Judi Dench - Notes on a Scandal - Meryl Streep - The Devil Wears Prada - Kate Winslet - Little Children                                                                              |
| 2007 | Marion Cotillard La Vie en rose vai Édith Piaf         | - Cate Blanchett - Elizabeth: The Golden Age - Julie Christie - Away from Her - Laura Linney - The Savages - Ellen Page - Juno                                                                                  |
| 2008 | Kate Winslet The Reader vai Hanna Schmitz              | - Anne Hathaway - Rachel Getting Married - Angelina Jolie - Changeling - Melissa Leo - Frozen River - Meryl Streep - Doubt                                                                                      |
| 2009 | Sandra Bullock The Blind Side vai Leigh Anne Tuohy     | - Helen Mirren - The Last Station vai Sofya Tolstoy - Carey Mulligan - An Education vai Jenny Miller - Gabourey Sidibe - Precious vai Claireece "Precious" Jones - Meryl Streep - Julie & Julia vai Julia Child |

### Thập niên 2010
| Năm  | Đoạt giải                                                              | Đề cử |
| ---- | ---------------------------------------------------------------------- | --- |
| 2010 | Natalie Portman Black Swan vai Nina Sayers                             | - Annette Bening – The Kids Are All Right vai Nic - Nicole Kidman – Rabbit Hole vai Becca Corbett - Jennifer Lawrence – Winter's Bone vai Ree Dolly - Michelle Williams – Blue Valentine vai Cindy                                     |
| 2011 | Meryl Streep The Iron Lady vai Margaret Thatcher                       | - Glenn Close – Albert Nobbs vai Albert Nobbs - Viola Davis – The Help vai Aibileen Clark - Rooney Mara – The Girl with the Dragon Tattoo vai Lisbeth Salander - Michelle Williams – My Week with Marilyn vai Marilyn Monroe           |
| 2012 | Jennifer Lawrence Silver Linings Playbook vai Tiffany Maxwell          | - Jessica Chastain – Zero Dark Thirty vai Maya - Emmanuelle Riva – Amour vai Anne Laurent - Quvenzhané Wallis – Beasts of the Southern Wild vai Hushpuppy - Naomi Watts – The Impossible vai Maria Bennett                             |
| 2013 | Cate Blanchett Blue Jasmine vai Jeanette ''Jasmine'' Francis           | - Amy Adams - American Hustle vai Sydney Prosser - Sandra Bullock - Gravity vai Dr.Ryan Stone - Judi Dench - Philomena vai Philomena Lee - Meryl Streep - August: Osage County vai Violet Weston                                       |
| 2014 | Julianne Moore Still Alice vai Alice Howland                           | - Marion Cotillard – Deux jours, une nuit vai Sandra Bya - Felicity Jones – The Theory of Everything vai Jane Hawking - Rosamund Pike – Gone Girl vai Amy Dunne - Reese Witherspoon – Wild vai Cheryl Strayed                          |
| 2015 | Brie Larson Room vai Joy "Ma" Newsome                                  | - Cate Blanchett – Carol vai Carol Aird - Jennifer Lawrence – Joy vai Joy Mangano - Charlotte Rampling – 45 Years vai Kate Mercer - Saoirse Ronan – Brooklyn vai Eilis Lacey                                                           |
| 2016 | Emma Stone La La Land vai Mia Dolan                                    | - Isabelle Huppert – Elle vai Michèle Leblanc - Ruth Negga – Loving vai Mildred Loving - Natalie Portman – Jackie vai Jackie Kennedy - Meryl Streep - Florence Foster Jenkins vai Florence Foster Jenkins                              |
| 2017 | Frances McDormand Three Billboards: Truy tìm công lý vai Mildred Hayes | - Sally Hawkins – Người đẹp và thủy quái vai Elisa Esposito - Margot Robbie – I, Tonya vai Tonya Harding - Saoirse Ronan – Lady Bird: Tuổi nổi loạn vai Christine "Lady Bird" McPherson - Meryl Streep – The Post vai Katharine Graham |
| 2018 | Olivia Colman The Favourite vai Nữ vương Anne                          | - Lady Gaga – A Star Is Born vai Ally - Melissa McCarthy – Can You Ever Forgive Me? vai Lee Israel - Yalitza Aparicio – Roma vai Cleo - Glenn Close – The Wife vai Joan Castleman                                                      |
| 2019 | Renée Zellweger Judy vai Judy Garland                                  | - Cynthia Erivo – Harriet vai Harriet Tubman - Scarlett Johansson – Câu Chuyện Hôn Nhân vai Nicole Barber - Saoirse Ronan – Những Người Phụ Nữ Bé Nhỏ vai Josephine "Jo" March - Charlize Theron – Tin "Nóng" vai Megyn Kelly          |

### Thập niên 2020
| Năm  | Đoạt giải                                                      | Đề cử |
| ---- | -------------------------------------------------------------- | --- |
| 2020 | Frances McDormand Nomadland vai Fern                           | - Viola Davis – Điệu blues của Ma Rainey vai Gertrude "Ma" Rainey - Andra Day – The United States vs. Billie Holiday vai Billie Holiday - Vanessa Kirby – Pieces of a Woman vai Martha Weiss - Carey Mulligan – Cô gái trẻ hứa hẹn vai Cassandra "Cassie" Thomas |
| 2021 | Jessica Chastain The Eyes of Tammy Faye vai Tammy Faye Messner | - Olivia Colman – The Lost Daughter vai Leda Caruso - Penélope Cruz – Parallel Mothers vai Janis Martínez Moreno - Nicole Kidman – Being the Ricardos vai Lucille Ball - Kristen Stewart – Spencer vai Diana, Vương phi xứ Wales                                 |
| 2022 | Dương Tử Quỳnh Cuộc chiến đa vũ trụ vai Evelyn Wang            | - Cate Blanchett – Tár vai Lydia Tár - Ana de Armas – Blonde vai Norma Jeane / Marilyn Monroe - Andrea Riseborough – To Leslie vai Leslie - Michelle Williams – The Fabelmans: Tuổi trẻ huy hoàng vai Mitzi Fabelman                                             |
| 2023 | Emma Stone Poor Things vai Bella Baxter                        | - Annette Bening – Nyad vai Diana Nyad - Lily Gladstone – Vầng trăng máu vai Mollie Buckhart - Carey Mulligan – Maestro vai Felicia Montealegre - Sandra Hüller – Kỳ án trên đồi tuyết vai Sandra Voyter                                                         |